# Hubert Leuer
Hubert Leuer né le 12 octobre 1880 à Cologne et mort le 8 mars 1969 à Vienne, est un ténor allemand.

## Biographie
Hubert Leuer naît le 12 octobre 1880 à Cologne.
Il est diplômé du Conservatoire de Cologne, où Steinbach est président. Découvert par Gustav Mahler de 1904 à 1920, Leuer participe en tant que ténor à l'Opéra de Vienne, où il joue essentiellement les rôles de Wagner. Pour la saison 1926-1927, il chante à l'Opéra populaire à Vienne, 1927-1930 à Leipzig. Jusqu'en 1932, il chante toujours à l'Opéra d'État de Vienne, à Brno et à Prague. Il est marié à B. Kiurina, son fils Hubert Michael Kiurina (né le 21 août 1908) est acteur.
Lors de la saison 1929-1930, il chante au Grand théâtre du Liceu de Barcelone.
Il meurt le 8 mars 1969 à Vienne.